# Harry (teste nuclear)
Harry foi um teste nuclear detonado durante a Operação Upshot-Knothole conduzida pelos Estados Unidos da América, foi testado no Yucca Flat em 19 de maio de 1953 detonou no alto de uma torre de 300 metros de altura, como parte da Operação Upshot-Knothole, rendeu 32 quilotons.
Algo incomum no teste foi que ele gerou uma grande precipitação radioativa, a maior de todos os testes nucleares que ocorreram no Estados Unidos continental, perto de áreas habitadas, chamando a atenção da imprensa que o chamou de dirty Harry, Harry sujo. Embora numerosos testes muito mais poderosos e geradores de precipitações radioativas maiores tenham sido feitos em ilhas no pacífico, o fato de ocorrerem em áreas remotas e pouco habitadas fazia com que estes testes tivessem menor repercussão na imprensa.

## Referencias
1. ↑  Complete list of all US nuclear weapons, Carey Sublette, at the nuclearweaponarchive.org
2. ↑  'Operation Upshot-Knothole 1953' Atomic Forum